# Metalimnophila spissigrada
Metalimnophila spissigrada is een tweevleugelige uit de familie steltmuggen (Limoniidae). De soort komt voor in het Australaziatisch gebied.